# Neocordulia santacatarinensis
Neocordulia santacatarinensis là loài chuồn chuồn trong họ Synthemistidae. Loài này được Costa, Ravanello & Souza-Franco mô tả khoa học đầu tiên năm 2008.